# Герб Кримської АРСР
У редакції 1921 Герб  Автономної Кримської СРР мав написи кримськотатарською мовою: на картуші, над серпом і молотом, були написи «Кр.С.С.Р.» кримськотатарською (в арабській графіці) і російською мовами. На червоній стрічці внизу був девіз «Пролетарі всіх країн, єднайтеся!» кримськотатарською та російською мовами.
Після переведення в 1928 році кримськотатарської писемності з арабської графіки на латинізований алфавіт, написи в гербі були зроблені також у латинізованій графіці.
У 1937 році на основі Конституції СРСР 1936 року і Конституції РРФСР 1937 року була прийнята Конституція Кримської АРСР. Відповідно до статті 111 Конституції ,
 Державним гербом Кримської Автономної Радянської Соціалістичної Республіки є державний герб РРФСР, який складається із зображення золотих серпа і молота, поміщених навхрест, рукоятками донизу, на червоному тлі в променях сонця і в обрамленні колосся, з написом «РРФСР» і « Пролетарі всіх країн, єднайтеся! "російською і татарською мовами, з додаванням під написом«РРФСР»літерами меншого розміру написи« Кримська АРСР », російською і татарською мовами. 
У 1938 році, коли писемність кримськотатарської мови була переведена з латинізованого алфавіту на кирилицю на основі російської абетки, відповідні зміни були зроблені в написах на гербі Кримської АРСР. 